# Phares de Guile Point
Le phare de Guile Point East est un phare situé sur l'île de Lindisfarne (ou Holy Island of Lindisfarne), au bord de la côte du comté du Northumberland en Angleterre. Cet obélisque de pierre et doublé par un autre du nom de Guide Point West. Une tour métallique portant aussi un feu, du nom de Heugh Hill, complète le dispositif.
Ce phare est géré par le Trinity House Lighthouse Service à Londres,l'organisation de l'aide maritime des côtes de l'Angleterre.

## Histoire
Trinity House exploite deux phares pour guider les navires entrant dans le port de Holy Island, nommés Guile Point East et Heugh Hill.
Le premier, Guile Point East, est l'un des deux obélisques de pierre érigés sur la petite île accessible à marée basse de l'autre côté du canal. Il porte un feu directionnel. Les deux obélisques, avec Guile Point West, sont des repères qui, lorsqu'ils sont alignés, indiquent le chenal d’accès au port. Lorsque Heugh Hill est en ligne avec le beffroi de l'église, la direction donne le cap vers le port.
Depuis le début des années 1990, un feu à secteurs a été fixé devant Guile Point Est. Ce dernier, Heugh Hill, est une tour métallique avec une marque de jour triangulaire noire. Avant novembre 1995, tous deux appartenaient à Newcastle-upon-Tyne Trinity House (en). A proximité se trouve un ancien poste de garde-côte qui, récemment rénové et ouvert au public, sert de plateforme d'observation des oiseaux marins. A côté, une ruine est connue comme la Lantern Chapel. Son origine est inconnue, mais le nom peut indiquer qu'une lumière de navigation a sans doute existé sur ce site.
Il existe aussi un repère de jour pour la navigation maritime, une pyramide blanche en brique construite en 1810, se trouvant à Emmanuel Head, au nord-est de Lindisfarne. Cette balise serait la plus ancienne de Grande-Bretagne.
Identifiant : ARLHS : ENG-222 - Amirauté : A2816 - NGA : 2262.

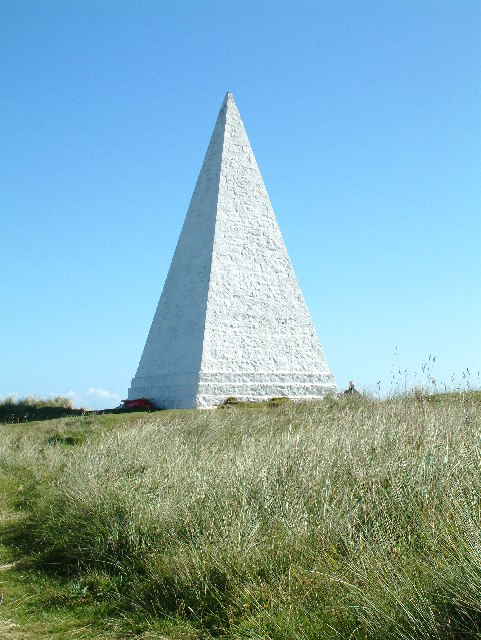
Balise d'Emmanuel Head

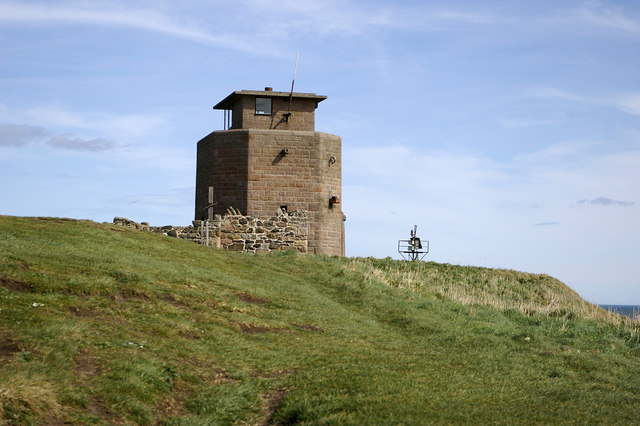
Lantern Chapel

### Lien connexe
- Liste des phares en Angleterre